# انکورا (نیو جرسی)
انکورا، نیو جرسی (به انگلیسی: Ancora, New Jersey) یک منطقهٔ مسکونی در ایالات متحده آمریکا است که در نیوجرسی واقع شده‌است.

## خصوصیات
انکورا ۳۰ متر بالاتر از سطح دریا واقع شده‌است.